# Tandrano
Tandrano est une commune rurale malgache qui se trouve dans le district d'Ankazoabo-Sud, région d'Atsimo-Andrefana. Le site archéologique de Rezoky y a été découvert et fouillé par Pierre Vérin, ancien directeur du musée d'art et d'archéologie de l'Université de Madagascar, et le géographe francais Réné Battistini (Vérin et Battistini 1971).